# Лошицький яр

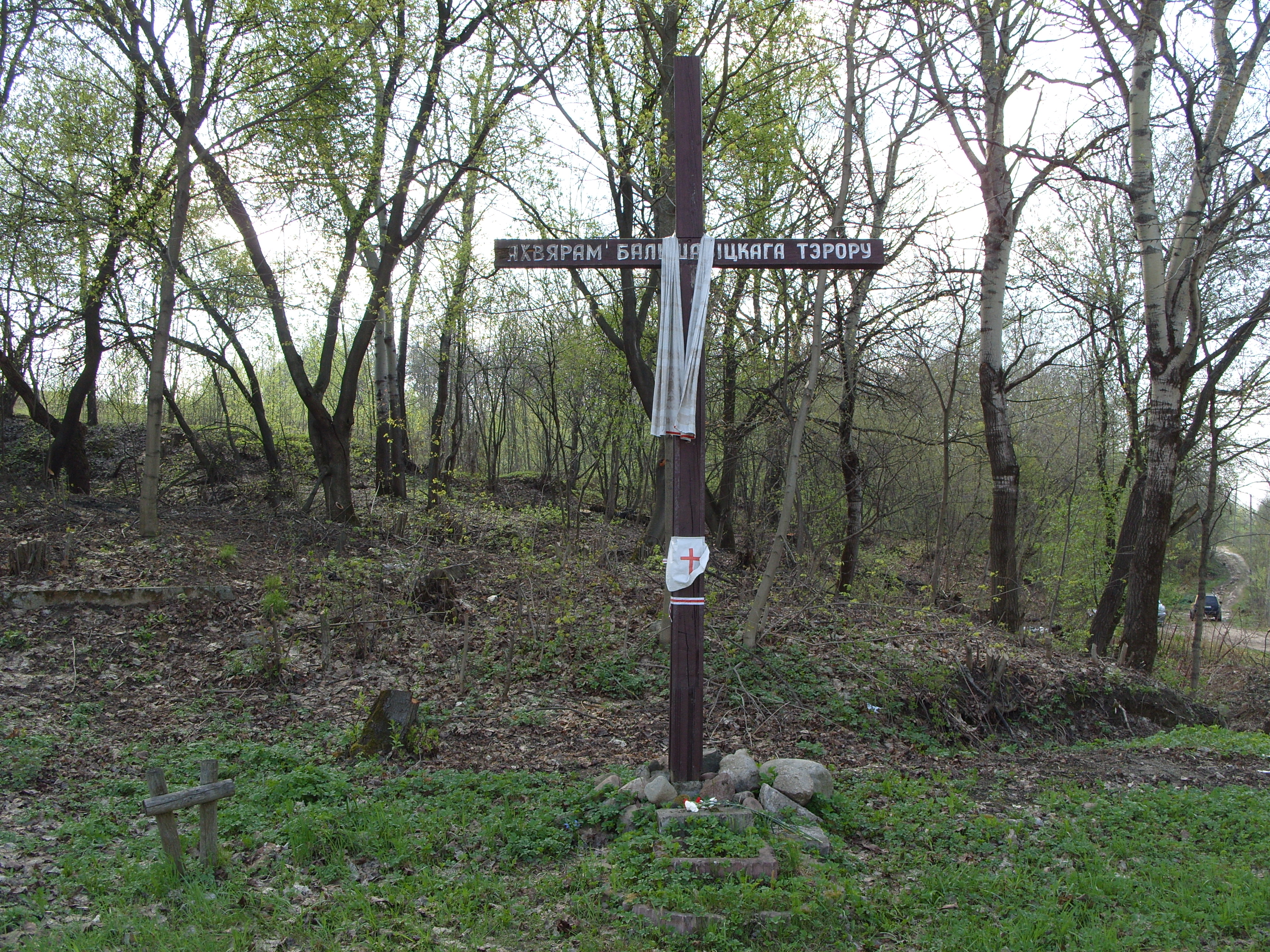
Хрест мученикам

Ло́шицький яр (Чорний Яр, біл. Лошыцкі яр) — урочище (раніше село Лошица) в околицях Мінська, Білорусь, де в однойменному яру проводилися масові розстріли органами НКВС у 1937-1941 роках. Кількість жертв на сьогоднішній день точно невідома. За оцінками білоруського історика Зенона Позняка, в Лошицький яру знаходяться від 7 до 10 тисяч репресованих.

## Історія
У 1988 році Лошицький яр був частково засипаний, а на його місці зведений гаражний кооператив. Спроба за допомогою волонтерів-археологів прокопати насипний шар ґрунту (кінець 1980-х років) не принесла успіху.
Зі спогадів Зенона Позняка:

У цьому ж році, після розкопок в Куропати я підготувався до розкопок в Лошице. Але коли я влітку перед розкопками прийшов сюди, то побачив, що величезний яр засипаний, а обхідні пагорби, на яких зростав сад, перекопаний і ґрунт зсунувся в яр
.
У 1990-х роках зусиллями громадськості в Лошицькому яру встановлено Хрест мученикам. Щорічно на Дзяди в Мінську проходить хода до місць поховання жертв сталінських репресій, у тому числі до пам'ятного хреста на Лошицький яру.
У 2009 році у зв'язку з будівництвом мікрорайону Лошица міська влада Мінська планували повністю засипати Лошицький яр і прокласти через нього автодорогу.